# Eragrostis lanipes
Eragrostis lanipes är en gräsart som beskrevs av Charles Edward Hubbard. Eragrostis lanipes ingår i släktet kärleksgrässläktet, och familjen gräs. Inga underarter finns listade i Catalogue of Life.